# Bad Bentheim
Bad Bentheim é uma cidade da Alemanha localizada no distrito de Grafschaft Bentheim, estado de Baixa Saxônia.